# Colona discolor
Colona discolor är en malvaväxtart som beskrevs av Elmer Drew Merrill och Perry. Colona discolor ingår i släktet Colona och familjen malvaväxter. Inga underarter finns listade i Catalogue of Life.